# Gulgrønalger
Gulgrønalger er en vigtig gruppe alger. De fleste lever i ferskvand, mens enkelte forekommer i havet eller i jord. De varierer fra encellede flagellater til simple kolonidannende former. Kloroplasterne indeholder Klorofyl-A og Klorofyl-C.. Gulgrønalger er i øvrigt hovedsageligt grønne, ligesom grønalger, men afviger fra disse ved at være mere primitive og ved at svingtrådene (hvor de forekommer) ikke er lige lange.

## References
1. ↑   Christensen, T. 1987. Seaweeds of the British Isles. Voilume 4 Tribophyceae (Xanthophyceae). British Museum (Natural History), London ISBN 0-565-00980-X
2. ↑  Stace, Clive A. (1980). Plant Taxonomy and Biosystematics. Cambridge University Press, 1991. ISBN 978-0-521-42785-2.